# PGA Tour
O PGA Tour (estilizada em letras maiúsculas PGA TOUR) é a  principal organização e associação de tour para golfistas profissionais no mundo, que reúne os jogadores profissionais de golfe masculino nos Estados Unidos e na América do Norte. É a organização que controla o PGA Tour Champions (jogadores com 50 anos ou mais) e o Korn Ferry Tour (para jogadores que ainda não se qualificaram para o PGA Tour). É uma organização sem fins lucrativos e tem sede na Flórida. Regula ainda o as PGA Tour Canada, PGA Tour Latinoamérica, e PGA Tour China.
A sigla PGA advém de Professional Golfers Association, embora os torneios e organização não possuam mais ligação com a entidade originadora, a versão estadunidense Professional Golfers' Association of America.
O circuito contém mais de 40 etapas todos os anos, dos quais os maiores vencedores de todos os tempos são os norte-americanos Tiger Woods e Sam Snead.

## Temporada
A temporada é disputada anualmente contendo com uma série de mais de 40 torneios ao longo de vários estados americanos e em alguns países do Caribe e da Europa.
Ao final da temporada ocorrem os Playoffs da FedExCup formado de três eventos, culminando com a coroação do campeão da FedExCup no TOUR Championship.

## Majors
Os principais torneios do esporte (chamados de The Majors) e que estão presentes no calendário do PGA Tour são:
- Masters Tournament - Disputado no estado da Geórgia (Estados Unidos)
- U.S. Open - Disputado em diferentes locais dos Estados Unidos
- The Open Championship - Disputado em diferentes locais no Reino Unido
- PGA Championship - Disputado em diferentes locais dos Estados Unidos